# Quận Lawrence, Arkansas
Quận Lawrence là một quận thuộc tiểu bang Arkansas, Hoa Kỳ. Theo điều tra dân số năm 2010, dân số toàn quận là 17.415 người. Quận lỵ là Walnut Ridge. Quận Lawrence là quận thứ hai của Arkansas, được thành lập vào ngày 15 tháng 1 năm 1815, và được đặt theo tên của Đại úy James Lawrence, người đã chiến đấu trong một cuộc Chiến tranh diễn ra trong năm 1812.